# 耶尔特斯旧镇
耶尔特斯旧镇，是西班牙卡斯蒂利亚-莱昂萨拉曼卡省的一个市镇。 总面积51平方公里，总人口1093人（2001年），人口密度21人/平方公里。